# Макагонова, Наталья Андреевна
Наталья Андреевна Макагонова (род. 15 декабря 1992, Сочи) — российская фристайлистка.

## Карьера
Профилируется на ски-хафпайпе.
В феврале 2013 года дебютировала на этапах Кубка мира. Лучший результат — 18 место на этапе в Калгари в январе 2014 года.
На чемпионате мира 2013 года заняла 21-е место.
Участница Олимпиады в Сочи, где заняла 20-е место.
Первое место FWQ 3* Rosa Khutor 2021